# Chuchiltón Anexo Potobtic Dos
Chuchiltón Anexo Potobtic Dos es una localidad del municipio de Larráinzar ubicado en la región de Los Altos del estado mexicano de Chiapas.

## Geografía
La localidad de Chuchiltón Anexo Potobtic Dos se sitúa en las coordenadas geográficas 16°58′17″N 92°50′57″O / 16.971389, -92.849167, a una elevación de 1,558 metros sobre el nivel del mar.

## Demografía
Según el Censo de Población y Vivienda 2020, efectuado por el Instituto Nacional de Estadística y Geografía, la localidad de Chuchiltón Anexo Potobtic Dos tiene 1,375 habitantes, de los cuales 689 son del sexo masculino y 686 del sexo femenino. Su tasa de fecundidad es de 3.11 hijos por mujer y tiene 234 viviendas particulares habitadas.
| Gráfica de evolución demográfica de Chuchiltón Anexo Potobtic Dos entre 1995 y 2020 |
|                                                                                     |
| INEGI.                                                                              |